# Epeli Hau'ofa
Epeli Hau'ofa (* 1939 in Papua-Neuguinea; † 11. Januar 2009 in Suva) war ein Schriftsteller und Professor für Anthropologie.

## Leben
Epeli Hau'ofa, Sohn aus einer Missionarsfamilie aus Tonga, studierte für seinen Master in Anthropologie an der McGill University und arbeitete als Tutor in Anthropologie an der University of Papua New Guinea (UPNG). Er erhielt sein PhD in Anthropologie von der Australian National University. Er war Palast-Archivar in Tonga, Leiter der Soziologie-Abteilung und Leiter der School of Social and Economic Development an der University of the South Pacific.
1997 gründete er das Oceania Centre for Arts and Culture, dessen Leiter er auch war. Zu seinen Veröffentlichungen zählen die Ethnographie Mekeo, eine Sammlung von Kurzgeschichten (Tales of the Tikongs), der Roman Kisses in the Nederends sowie Artikel zum Thema A New Oceania. Hau’ofa war zuletzt Bürger von Fidschi.
Epeli Hau'ofa war zwischen den 1980ern und 2009 einer der einflussreichsten Sozialwissenschaftler an der University of the South Pacific.

## Schriften
- Our crowded islands, Institute of Pacific Studies, University of the South Pacific 1977
- Rückkehr durch die Hintertür. Satiren aus Tonga, 1988
- Tales of the Tikongs, University of Hawaii Press 1994, ISBN 0-8248-1594-7
- Kisses in the Nederends, University of Hawaii Press 1995
- Rückkehr durch die Hintertür, Unionsverlag 1998, ISBN 3-293-20121-0